# 莫莱翁达马尼亚克
莫莱翁达马尼亚克（法語：Mauléon-d'Armagnac，法語發音：[moleɔ̃ daʁmaɲak]，意为“阿马尼亚克的莫莱翁”）是法国热尔省的一个市镇，位于该省西北部，属于孔东区。

## 地理
莫莱翁达马尼亚克（43°54'10"N, 0°9'12"W）面积35.13 平方千米，位于法国奧克西塔尼大區热尔省，该省份为法国西南部内陆省份，北起顺时针与洛特-加龙省、塔恩-加龙省、上加龙省、上比利牛斯省、大西洋比利牛斯省和朗德省接壤。
与莫莱翁达马尼亚克接壤的市镇（或旧市镇、城区）包括：阿马尼亚克堡、卡斯泰克斯-达马尼亚克、埃斯唐、拉讷迈尼昂、蒙克拉尔。
莫莱翁达马尼亚克的时区为UTC+01:00、UTC+02:00（夏令时）。

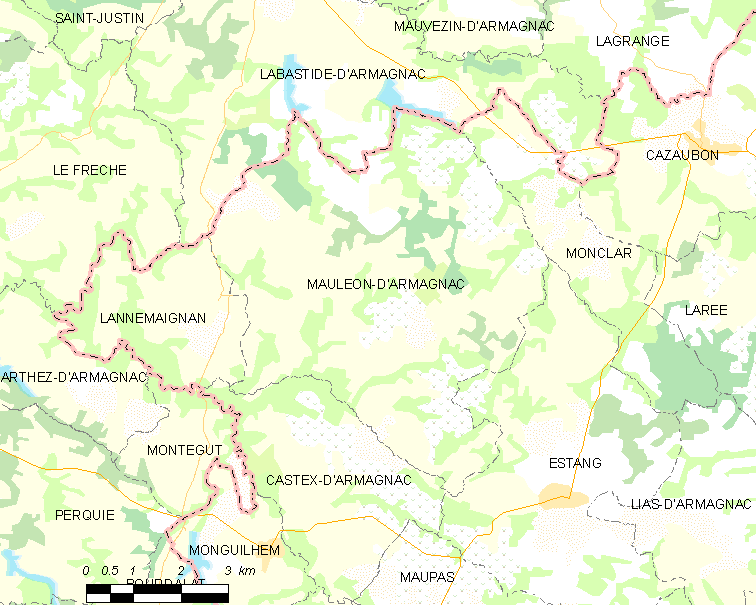
莫莱翁达马尼亚克的OSM定位图

## 行政
莫莱翁达马尼亚克的邮政编码为32240，INSEE市镇编码为32243。

## 政治
莫莱翁达马尼亚克所属的省级选区为大下阿马尼亚克县。

## 人口

1962-2008年间莫莱翁达马尼亚克人口变化图示

莫莱翁达马尼亚克于2022年1月1日时的人口数量为266人。